# Орумкорт
Орумкорт — горная вершина в Ножай-Юртовском районе Чеченской Республики.
Высота над уровнем моря составляет 831 метр. Ближайшие населённые пункты — Симсир и Чечель-Хи. Северо-восточнее хребта Планивук; севернее горы Дюринлам.

## Нефть
По правому берегу речки Эхксчу, недалеко от ее впадения, и в устье того оврага, который, впадая справа в речку Б. Ярык-су, берёт начало западнее вершины Орумкорт, имеется нефть в виде свежего пропитывания в песчанике, приуроченном, в первом случае к его верхней границе, и во втором — к нижней. В обоих случаях нефтью пропитан тонкозернистый песчаник, покрывающей и подстилающий глинистый слой почвы.